# Уотерспун-Грегг, Даниэль
Даниэль Мария Уотерспун-Грегг (англ. Danielle Marie Wotherspoon-Gregg; род. 13 апреля 1980 года, Ред-Дир, Канада) — бывшая канадская конькобежка, многократная призёрка чемпионата Америки по конькобежному спорту, национального чемпионата по конькобежному спорту и иных соревнований. Участница зимних Олимпийских игр 2014 года.

## Биография
Даниэль Уотерспун родилась в городе Ред-Дир, где впервые на коньки встала в возрасте 5 лет. Занималась теми же видами спорта, что и её брат — хоккеем, конькобежным спортом. Профессионально занималась на базе клуба «Red Deer Central Lions», Ред-Дир с 12 лет.
Её первым крупным турниром стал чемпионат Канады 1993 года, где она заняла 7-е место в комбинации спринта. Следующие несколько сезонов выступала на Кубке и чемпионатах Канады, но больших успехов не добивалась, только в 2000 году заняла 3-е место в спринте на юниорском чемпионате Канады. В 2002 году произошёл прорыв и Даниэль смогла подняться на 2-е место в спринте и на дистанции 1000 метров на чемпионате Канады, а в 2003 году выиграла спринт среди юниоров на Национальном чемпионате и дебютировала на Кубке мира.
В 2005 году Даниэль стала 3-й в спринте в Канаде, в сезоне 2005/06 она часто болела и поэтому не смогла конкурировать за поездку на олимпиаду 2006 года. В 2008 году заняла 23-е место в спринте на чемпионате мира в Херенвене В 2009 году смогла выиграть чемпионат Северной Америки на дистанции 500 м, но вновь не квалифицировалась на олимпийские игры 2010 года из-за травмы бедра. Однако в феврале выиграла чемпионат Северной Америки в спринтерском многоборье. Уотерспун-Грегг изначально планировала завершить карьеру в 2010 году, но решила остаться ещё на четыре года.
В 2011 и 2012 годах выиграла вновь чемпионат Северной Америки на дистанции 500 и и стала 3-й на чемпионате страны. Серебряной медалью завершилось выступление Даниэль во время VIII-го этапа Кубка мира по конькобежному спорту сезона 2012/2013 в Эрфурте. 3 марта на крытом конькобежном стадионе Гунда-Ниман-Штирнеман-Халле во время командного спринта с итоговым результатом 1:30.05 (+0.40) канадские конькобежки Анастэйша Баксис, Кейлин Ирвайн и Даниэль Уотерспун заняли 2-е место, обогнав соперниц из Италии (1:35.69 (+6.04) — 3-е место), но уступив первенство немкам (1:29.65 — 1-е место).
В том же году заняла 20-е место на дистанции 500 м на чемпионате мира на отдельных дистанциях в Сочи. В октябре Даниэль заняла 3-е место в забеге на 500 м в Калгари на отборочных олимпийских соревнованиях и прошла квалификацию на свою первую олимпиаду.
На зимних Олимпийских играх 2014 года Уотерспун-Грегг дебютировала в забеге на 500 м. 11 февраля 2014 года на Адлер-Арене в забеге на 500 м она финишировала с результатом 79.32 (+4.62). В итоговом зачёте Даниэль заняла 33-е место.
Объявила о завершении карьеры в 2014 году.

## Личная жизнь
Даниэль Уотерспун в средней школе Нотр-Дам получила католическое образование и окончила Университет Калгари в степени бакалавра гуманитарных наук в области международных отношений с незначительным изучением немецкого языка. Всегда путешествует с домашними кексами от своей матери и собирает кулинарные книги из стран, которые она посещает, на их родном языке…. С 1 июня 2013 года замужем за известным канадским конькобежцем Джейми Греггом. У них трое сыновей: Ашер (2015), Элиас (2017), и Натаниэль (2018). Приходится родной сестрой канадскому конькобежцу — Джереми Уотерспуну.
Даниэль выполняла канцелярскую работу в RCA Diagnostics в Калгари. В настоящее время преподаёт пренатальную йогу, а также консультирует молодых мам и семьи по вопросам важности питания. Она является президентом совета директоров дошкольного учреждения "Гленора", советником бейсбольного клуба "Эдмонтон Риверхокс" и получает диплом о высшем образовании по международному спортивному менеджменту в Лондонском университете.